# Выборы в Государственную думу Российской империи II созыва
Выборы во II Государственную Думу Российской империи — выборы в высший законодательный орган (Госдуму) Российской империи, происходившие в январе 1907 года, во время первой русской революции.

## Предыстория

### I Госдума и её деятельность
После выборов I Госдума начала свою деятельность. Центральным вопросом Государственной думы был аграрный. Кадеты выдвинули идею «принудительного отчуждения» помещичьей земли. 8 мая они внесли в Государственную думу законопроект за подписью 42 депутатов («проект 42-х»), предлагавший дополнительное наделение крестьян землей за счёт казённых, монастырских, церковных, удельных и кабинетских земель, а также частичное отчуждение помещичьей земли за выкуп «по справедливой оценке».
Признав за Государственной думой законодательные права, царское правительство стремилось всячески их ограничить. Манифестом 20 февраля 1906 года высшее законосовещательное учреждение Российской империи Государственный совет (существовал в 1810-1917 годах) был преобразован во вторую законодательную палату с правом вето на решения Государственной думы; разъяснялось, что Государственная дума не имеет права изменять основные государственные законы.
Из ведения Государственной думы изымалась значительная часть государственного бюджета. Согласно новой редакции основных государственных законов (23 апреля 1906 года), император сохранял всю полноту власти по управлению страной через ответственное только перед ним министерство, руководство внешней политикой, управление армией и флотом; мог издавать в перерыве между сессиями законы, которые затем лишь формально утверждались Государственной думой.
Правительство отвергло программу кадетов, высказанную в форме пожелания частичной политической амнистии, создания «ответственного перед Государственной думой правительства», расширения избирательных прав и других свобод, увеличения крестьянского землевладения и др. В комиссиях Государственной думы шла работа над законопроектами об отмене смертной казни, о неприкосновенности личности, свободе совести, собраний и др.
Правительство на заседании 7—8 июня приняло решение распустить Государственную думу в случае нагнетания напряжённости вокруг аграрного вопроса.
8 июня 33 депутата внесли ещё один проект Основного земельного закона, в основу которого были положены взгляды эсеров, требовавший немедленного уничтожения частной собственности на землю и перехода её в общенародное достояние (т. н. социализация земли). Государственная дума отказалась обсуждать «проект 33-х», как «ведущий к чёрному переделу».
В целом за 72 дня своей работы первая Дума одобрила лишь два законопроекта: об отмене смертной казни (инициирован депутатами с нарушением процедуры) и об ассигновании 15 млн рублей в помощь пострадавшим от неурожая, внесенный правительством. Другие проекты до постатейного обсуждения не дошли.

### Роспуск I Госдумы и новые вспышки революции
Указом 8 июля Государственная Дума была распущена, манифестом 9 июля подобное действие было аргументировано тем, что «выборные от населения, вместо работы строительства законодательного, уклонились в непринадлежащую им область», одновременно на Государственную Думу возлагалась ответственность за прошедшие крестьянские выступления.
Все центральные издания опубликовали Именные Высочайшие указы:

Правительствующему Сенату:
На основании статьи 105 свода основных государственных законов, издания 1906 года, повелеваем: Государственную Думу распустить, с назначением времени созыва вновь избранной Думы на 20-е февраля 1907 года. О времени производства новых выборов в Государственную Думу последует от Нас особое указание. Правительствующий Сенат не оставит учинить к исполнению сего надлежащее распоряжение.
На подлинном собственной Его Императорского Величества рукой подписано: „НИКОЛАЙ“
В Петергофе 8 июля 1906 года. 

Снисходя на просьбу председателя Совета Министров, члена Государственного Совета, сенатора, действительного тайного советника Горемыкина — Всемилостивейше увольняем его от занимаемой должности председателя Совета Министров, с оставлением членом Государственного Совета и в звании сенатора. Министру Внутренних дел, Двора Нашего в звании камергера, действительному статскому советнику Столыпину — Всемилостивейше повелеваем быть председателем Совета Министров, с оставлением его в должности министра внутренних дел и в придворном звании.
Для выработки обращения к народу в знак протеста против досрочного роспуска парламента 9 июля 1906 года, начиная с полудня, в городе Выборг стали прибывать члены Государственной Думы. К вечеру все гостиницы в городе были переполнены. Вместе с депутатами прибыла масса посторонних лиц. В 23.00 открылось совещание прибывших депутатов. Председательствовал С. А. Муромцев (кадет).
Всех депутатов на заседании участвовало 185 человек. Отсутствовали в совещании представители правого парламентского крыла и польского кола. Двери для представителей печати были закрыты.
Результатом совещания было так называемое «Выборгское воззвание»:

Граждане всей России!
Указом 8 июля Государственная Дума распущена.
Когда вы избирали нас своими представителями, вы поручали нам добиваться земли и воли. Исполняя ваше поручение и наш долг, мы составляли законы для обеспечения народу свободу, мы требовали удаления безответственных министров, которые, безнаказанно нарушая законы, подавляли свободу; но, прежде всего, мы желали издать закон о наделении землею трудящегося крестьянства путём обращения на этот предмет земель казенных, удельных, кабинетских, монастырских, церковных и принудительного характера отчуждения земель частновладельческих. Правительство признало такой закон недопустимым, а когда Дума ещё раз настойчиво подтвердила своё решение о принудительном отчуждении, был объявлен роспуск народных представителей.
Вместо нынешней Думы Правительство обещает созвать другую через семь месяцев. Целых семь месяцев Россия должна оставаться без народных представителей в такое время, когда народ находится на краю разорения, промышленность и торговля подорваны. Когда вся страна охвачена волнением и когда министерство окончательно доказало свою неспособность удовлетворить нужда народа. Целых семь месяцев правительство будет действовать по своему произволу и будет бороться с народным движением, чтобы получить послушную, угодливую Думу, а если ему удастся совсем задавить народное движение, оно не соберет никакой Думы.
Граждане! Стойте крепко за попранные права народного представительства, стойте за Государственную Думу. Ни одного дня Россия не должна оставаться без народного представительства. У вас есть способ добиться этого: правительство не имеет права без согласия народного представительства ни собирать налоги с народа, ни призывать народ на военную службу. А потому теперь, когда правительство распустило Государственную Думу, вы вправе не давать ему ни солдат, ни денег. Если же правительство, чтобы добыть себе средства, станет делать займы, то такие займы, заключенные без согласия народного представительства, отныне недействительны, и русский народ никогда их не признает и платить по ним не будет. Итак, до созыва народного представительства не давайте ни копейки в казну, ни одного солдата в армию.
Будьте тверды в своем отказе, стойте за свои права все, как один человек. Перед единой и непреклонной волей народа никакая сила устоять не может.

Граждане! В этой вынужденно, но неизбежной борьбе, ваши выборные люди будут с вами.
Под «Выборгским воззванием» поставили подпись 169 человек. Ещё 55 человек сделали это позднее, в Петербурге. Поскольку авторами оригинального текста воззвания они не являлись, то их не привлекли к судебной ответственности.
Весть о роспуске Государственной Думы и введении чрезвычайной охраны разнеслась по Петербургу рано утром, а к 2-м часам дня об этом говорил уже весь Петербург. Всюду, всеми слоями населения обсуждался и толковался на все лады вопрос дня.
К 12-ти часам дня номер «Правительственного Вестника», в котором появился указ о роспуске Думы, продавался по 3 рубля.
Официальная «Россия» так прокомментировала роспуск Думы: «Дабы спасти народное представительство и сделать его работоспособным и жизненным учреждением в кругу законодательных учреждений империи, Верховной власти не оставалось другого пути, как признать нынешний состав Думы неспособным к законодательной работе».

## Выборы во II Госдуму Российской империи
II Государственная дума Российской империи просуществовала с 20 февраля по 2 июля 1907 года.
Выборы во II Государственную Думу проходили по тем же правилам, что и в Первую Думу (многоступенчатые выборы по куриям). При этом сама избирательная кампания проходила на фоне хотя и затухающей, но продолжающейся революции: «беспорядки на аграрной почве» в июле 1906 года охватили 32 губернии России, а в августе 1906 года крестьянскими волнениями было охвачено 50 % уездов Европейской России.
В течение 8 месяцев революция была подавлена. По Закону от 5 октября 1906 года крестьяне были уравнены в правах с остальным населением страны. Второй Земельный Закон от 9 ноября 1906 года разрешал любому крестьянину в любой момент потребовать причитающуюся ему долю общинной земли.
По «сенатским разъяснениям» избирательного закона (январь — февраль 1907 года) от выборов в Думу была отстранена часть рабочих и мелких землевладельцев.
Открытие II Государственной Думы состоялось 20 февраля 1907 года. Председателем Думы стал избранный от Московской губернии правый кадет Фёдор Александрович Головин.
Любым путём правительство стремилось обеспечить приемлемый для себя состав Думы: от выборов отстранялись крестьяне, не являющиеся домохозяевами, по городской курии не могли избираться рабочие, даже если они имели требуемый законом квартирный ценз, и т. д. Дважды по инициативе П. А. Столыпина в Совете министров обсуждался вопрос об изменении избирательного законодательства (8 июля и 7 сентября 1906 года), но члены правительства пришли к выводу о нецелесообразности такого шага, поскольку он был связан с нарушением Основных законов и мог повлечь обострение революционной борьбы.
Торжественный молебен в честь открытия заседаний II Государственной думы 20 февраля 1907 года.
На этот раз в выборах участвовали представители всего партийного спектра, в том числе и крайне левые. Боролось в общем, четыре течения: правые, стоящие за укрепление самодержавия; октябристы, принявшие программу Столыпина; кадеты; левый блок, объединивший социал-демократов, эсеров и другие социалистические группы. Устраивалось много шумных предвыборных собраний с «диспутами» между кадетами, социалистами и октябристами. И все же избирательная кампания носила иной характер, чем при выборах в Первую Думу. Тогда никто не защищал правительство. Теперь же борьба шла внутри общества между избирательными блоками партий.

## Итоги выборов
Итоги выборов во II Госдуму сильно отличались от итогов выборов в I Госдуму. Это наглядно показывает таблица:
| Партия                | I Дума | II Дума |
| --------------------- | ------ | ------- |
| РСДРП                 | 18     | 64      |
| Эсеры                 | -      | 38      |
| Народные социалисты   | -      | 18      |
| Трудовики             | 110    | 78      |
| Прогрессивная партия  | 60     | -       |
| Кадеты                | 178    | 124     |
| Октябристы            | 13     | 35      |
| Мусульманская фракция | -      | 29      |
| Польское лоно         | 34     | 46      |
| Правые                | -      | 49      |
| Беспартийные          | 70     | 37      |